# Sophie Bryant

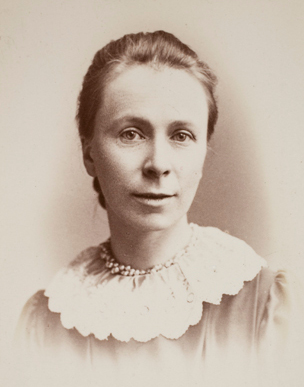
Sophie Bryant, zwischen 1882 und 1896

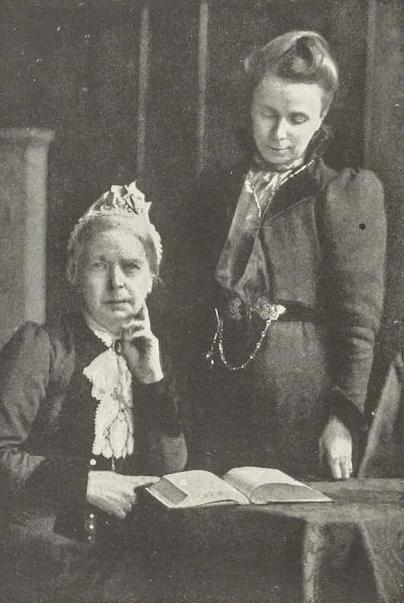
Frances Mary Buss und Sophie Bryant. Foto um 1890 aus dem Jubiläumsbericht der Frances Mary Buss Schools

Sophie Willock Bryant (* 15. Februar 1850 in Dublin, Irland; † 14. August 1922 in Chamonix, Frankreich) war eine irische Mathematikerin, Pädagogin und Aktivistin. Sie war die erste Frau, die in England promovierte, und eine der ersten drei Frauen, die in den Senat der Universität London berufen wurden. Als das Trinity College Dublin seine Abschlüsse für Frauen ermöglichte, gehörte sie 1904 zu den ersten, die die Ehrendoktorwürde erhielten.

## Leben und Werk
Bryant wurde als dritte von sechs Töchtern von Sophie Morris und William Willock geboren. Ihre Ausbildung erhielt sie von ihrem Vater und von deutschen und französischen Gouvernanten, so dass sie beide Sprachen fließend sprach. Als ihr Vater 1863 zum Professor für Geometrie an der Universität London ernannt wurde, besuchte sie mit einem Arnott-Stipendium für Naturwissenschaften das Bedford College. 1869 heiratete sie den zehn Jahre älteren Chirurgen William Hicks Bryant, der innerhalb eines Jahres an Zirrhose starb. Sie nahm dann eine Lehrstelle an einer Mädchenschule in Highgate an, setzte aber auch ihr eigenes Studium fort. 1867 legte sie die Cambridge Local Examination ab, wo sie Frances Mary Buss kennenlernte. Diese hatte 1850 die North London Collegiate School in Camden gegründet und ernannte Bryant 1875 dort zur Mathematiklehrerin, obwohl sie keinen Abschluss hatte. Frauen konnten zu diesem Zeitpunkt keine Abschlüsse an Universitäten erhalten. Erst 1878 konnte Bryant an der Universität London als Frau studieren und erhielt als eine der ersten Frauen 1881 einen erstklassigen Abschluss in Geistes- und Moralwissenschaften sowie einen Abschluss in Mathematik.
1882 war sie die dritte Frau, die nach Charlotte Angas Scott und  Christine Ladd-Franklin in die London Mathematical Society gewählt wurde und  war 1884 das erste aktive weibliche Mitglied, das in den Proceedings der London Mathematical Society veröffentlichte. 1884 war sie die erste Frau in England, die an der Universität London promovierte.
Sie war eine der ersten drei Frauen, die von 1894 bis 1895 in die Royal Commission on Secondary Education berufen wurde. Sie wurde auch als eine der ersten drei Frauen in den Senat der Universität London berufen.
Als das Trinity College Dublin seine Abschlüsse für Frauen öffnete, war Bryant einer der ersten, die die Ehrendoktorwürde erhielt. Sie war auch maßgeblich am Aufbau des Cambridge Training College für Frauen in Hughes Hall, Cambridge, beteiligt. 1895 trat sie die Nachfolge von Buss als Schulleiterin des North London Collegiate an und lehrte bis 1918.
Sie interessierte sich für irische Politik und schrieb Bücher über irische Geschichte und altes irisches Recht. 1914 war sie Präsidentin der Irish National Literary Society. Sie unterstützte das Frauenwahlrecht, befürwortete jedoch die Verschiebung, bis die Frauen besser ausgebildet waren. Sie ruderte, radelte, schwamm und kletterte zweimal auf das Matterhorn. Sie soll auch eine der ersten Frauen gewesen sein, die ein Fahrrad besessen haben. 1922 starb sie während eines Wanderurlaubs. Ihre Leiche wurde erst am 28. August 1922 gefunden, zwei Wochen nachdem sie nicht in ihre Unterkunft zurückgekehrt war.

## Veröffentlichungen (Auswahl)
- 1889: Celtic Ireland. London: Kegan Paul, Trench.
- 1894: Short studies in character. London, S. Sonnenschein; New York, Macmillan.
- 1901: mit Charles Smith: Euclid's elements of geometry : books I–IV, VI and XI., Edited for the use of schools. London; New York: Macmillan.
- 1897: The teaching of morality in the family and the school. London, Swan.
- 1912: The Many-Sideness of Moral Education. International Journal of Ethics, Vol. 22, S. 2–18.
- 1913: The genius of the Gael, a study in Celtic psychology and its manifestations. London, Leipsic : T. F. Unwin.
- 1920: Moral and religious education. London, Arnold.
- 1923: Liberty, order & law under native Irish rule, a study in the book of the ancient laws of Ireland